# Deutsche Müllerschule Braunschweig
Die Deutsche Müllerschule Braunschweig (DMSB) ist eine Fachschule für die Aufstiegsfortbildung von staatlich geprüften Technikern für Müllereiverfahrenstechnik und Mühlenbau in Braunschweig. Die DMSB ist die weltweit einzige Schule ihrer Art.

## Geschichte
1881 gründete Gottlieb Friedrich Simon-Ackermann eine „Handelsschule für Müller“ in Halle/Saale. Für den ersten Kurs meldeten sich zwei Müller an. 1882 wurde die Schule nach Roßwein in Sachsen verlegt, 1887 mit 45 Studenten nach Dippoldiswalde bei Dresden. Dort erhielt sie den Namen „Deutsche Müllerschule Dippoldiswalde (DMD)“. Die DMD besaß eine eigene Unterrichtsmühle.
Am 1. Oktober 1949 wurde die „Deutsche Müllerschule Braunschweig“ ins Leben gerufen. Braunschweig wurde als Standort wegen der Nähe zu wichtigen Industriemühlen, wie z. B. der Mühle Rüningen (sh. Roggenmühle Lehndorf), bzw. bedeutenden Herstellern, wie der Mühlenbau- und Industrieaktiengesellschaft (MIAG, heute Bühler) gewählt.
Sie befand sich zunächst in der Bertramstraße 7. Ein Jahr später zog sie in die Räume der ehemaligen nationalsozialistischen Akademie für Jugendführung, Wolfenbütteler Straße 57, die sie sich bis 2001 mit dem Braunschweig-Kolleg teilte. Seither ist die DMSB bei der Heinrich-Büssing-Schule (ehemals Berufsbildende Schulen II) an der Salzdahlumer Straße untergebracht. Derzeitiger Schulleiter ist Jörg Gerling.

## Ausbildung
Voraussetzung zum Studium an der DMSB ist Berufspraxis als Müller oder in einem anderen Beruf der Lebensmittelverarbeitung. Die Ausbildung zum Müllerei- oder Mühlenbautechniker erfolgt in Vollzeitform und dauert zwei Jahre (vier Semester). Je nach Fachrichtung werden auch Grundlagen der Tierernährung gelehrt. Das Abschlussdiplom umfasst die Fachhochschulreife.